# Retrato Cobbe

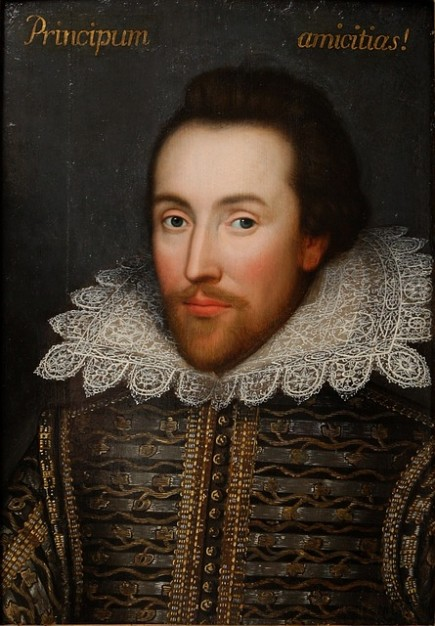
Retrato Cobbe ilustrado con una cita de Horacio 'Principum amicitias!', 'Alianzas de príncipes', que pudiera representar al poeta y dramaturgo William Shakespeare, c. 1610.

El retrato Cobbe o simplemente Cobbe designa el conjunto de versiones pictóricas llamadas jacobenses consideradas representaciones del célebre dramaturgo inglés William Shakespeare. La autoría de estas pinturas está sin constatar. Entre los retratos más conocidas figuran el retrato de Droeshout, realizado por el grabador Martin Droeshout en 1623 o la escultura que decora su monumento funerario en Stratford-upon-Avon.

## Historia
En 2009, Stanley Wells y la Shakespeare Birthplace Trust presentan esta pintura, que pertenece a la familia Cobbe desde comienzos del siglo XVIII, como un posible retrato de Shakespeare hacia 1610. Se cree que el cuadro perteneció a Henry Wriothesley, III conde de Southampton y mecenas del Bardo.

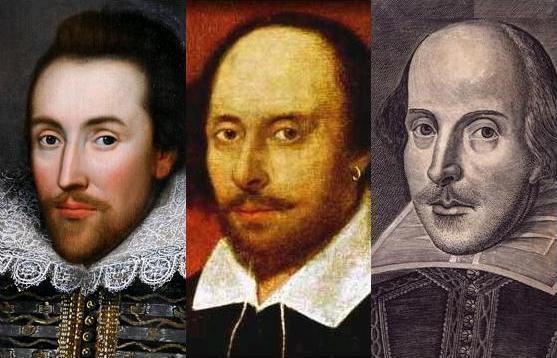
Retrato Cobbe (c. 1610), retrato Chandos (principios del) y Retrato de Droeshout (1622): tres de los más destacados presuntos retratos de William Shakespeare.